# The Chronological Classics: Teddy Wilson and His Orchestra 1937
| Recensione | Giudizio |
| ---------- | -------- |
| AllMusic   | [ 1 ]    |

The Chronological Classics: Teddy Wilson and His Orchestra 1937 è una compilation del pianista jazz statunitense Teddy Wilson, pubblicato dall'etichetta discografica francese Classics Records nel 1990.

## Tracce
1. How Could You? – 2:26 (Al Dubin, Harry Warren) – Registrato il 31 marzo 1937 a New York
2. Moanin' Low – 3:02 (Howard Dietz, Ralph Rainger) – Registrato il 31 marzo 1937 a New York
3. Fine and Dandy – 2:35 (Paul James (James Warburg), Kay Swift) – Registrato il 31 marzo 1937 a New York
4. There's a Lull in My Life – 3:10 (Mack Gordon, Harry Revel) – Registrato il 23 aprile 1937 a New York
5. It's Swell of You – 2:57 (Mack Gordon, Harry Revel) – Registrato il 23 aprile 1937 a New York
6. How Am I to Know? – 3:15 (Dorothy Parker, Jack King) – Registrato il 23 aprile 1937 a New York
7. I'm Coming, Virginia – 2:40 (Will Marion Cook, Donald Heywood) – Registrato il 23 aprile 1937 a New York
8. Sun Showers – 3:01 (Arthur Freed, Nacio Herb Brown) – Registrato l'11 maggio 1937 a New York
9. Yours and Mine – 3:15 (Arthur Freed, Nacio Herb Brown) – Registrato l'11 maggio 1937 a New York
10. I'll Get By – 3:06 (Roy Turk, Fred E. Ahlert) – Registrato l'11 maggio 1937 a New York
11. Mean to Me – 3:03 (Roy Turk, Fred E. Ahlert) – Registrato l'11 maggio 1937 a New York
12. Foolin' Myself – 2:58 (Peter Tinturin, Jack Lawrence) – Registrato il 1º giugno 1937 a New York
13. Easy Living – 3:03 (Leo Robin, Ralph Rainger) – Registrato il 1º giugno 1937 a New York
14. I'll Never Be the Same – 3:01 (Gus Kahn, Matty Malneck, Frank Signorelli) – Registrato il 1º giugno 1937 a New York
15. I've Found a New Baby – 2:37 (Spencer Williams, Jack Palmer) – Registrato il 1º giugno 1937 a New York
16. You're My Desire – 3:04 (Irving Mills, Will Hudson) – Registrato il 30 luglio 1937 a Los Angeles, California
17. Remember Me? – 2:42 (Al Dubin, Harry Warren) – Registrato il 30 luglio 1937 a Los Angeles, California
18. The Hour of Parting – 3:08 (Gus Kahn, Mischa Spoliansky) – Registrato il 30 luglio 1937 a Los Angeles, California
19. Coquette – 2:41 (Gus Kahn, Carmen Lombardo, Johnny Green) – Registrato il 30 luglio 1937 a Los Angeles, California
20. Big Apple – 2:50 (Lee David, John Redmond) – Registrato il 29 agosto 1937 a Los Angeles, California
21. You Can't Stop Me from Dreamin' – 2:49 (Cliff Friend, Dave Franklin) – Registrato il 29 agosto 1937 a Los Angeles, California
22. If I Had You – 3:11 (Ted Shapiro, Jimmy Campbell, Reg Connelly) – Registrato il 29 agosto 1937 a Los Angeles, California
23. You Brought a New Kind of Love to Me – 2:52 (Sammy Fain, Irving Kahal) – Registrato il 29 agosto 1937 a Los Angeles, California
24. Ain't Misbehavin' – 3:00 (Andy Razaf, Fats Waller, Harry Brooks) – Registrato il 29 agosto 1937 a Los Angeles, California

## Musicisti
How Could You? / Moanin' Low / Fine and Dandy

Teddy Wilson and His Orchestra
- Teddy Wilson - pianoforte
- Cootie Williams - tromba
- Johnny Hodges - sassofono alto
- Harry Carney - clarinetto, sassofono baritono
- Allan Reuss - chitarra
- John Kirby - contrabbasso
- Cozy Cole - batteria
- Billie Holiday - voce (brani: How Could You? e Moanin' Low)

There's a Lull in My Life / It's Swell of You / How Am I to Know? / I'm Coming, Virginia

Teddy Wilson and His Orchestra
- Teddy Wilson - pianoforte
- Harry James - tromba
- Johnny Hodges - sassofono alto
- Buster Bailey - clarinetto
- Allan Reuss - chitarra
- John Kirby - contrabbasso
- Cozy Cole - batteria
- Helen Ward - voce (eccetto nel brano: I'm Coming, Virginia)

Sun Showers / Yours and Mine / I'll Get By / Mean to Me

Teddy Wilson and His Orchestra
- Teddy Wilson - pianoforte
- Buck Clayton - tromba
- Buster Bailey - clarinetto
- Johnny Hodges - sassofono alto
- Lester Young - sassofono tenore
- Allan Reuss - chitarra
- Artie Bernstein - contrabbasso
- Cozy Cole - batteria
- Billie Holiday - voce (in tutti i brani)

Foolin' Myself / Easy Living / I'll Never Be the Same / I've Found a New Baby

Teddy Wilson and His Orchestra
- Teddy Wilson - pianoforte
- Buck Clayton - tromba
- Buster Bailey - clarinetto
- Lester Young - sassofono tenore
- Freddy Green - chitarra
- Walter Page - contrabbasso
- Joe Jones - batteria
- Billie Holiday - voce (in tutti i brani)

You're My Desire / Remember Me? / The Hour of Parting / Coquette

Teddy Wilson and His Orchestra
- Teddy Wilson - pianoforte
- Harry James - tromba
- Benny Goodman - clarinetto
- Vido Musso - sassofono tenore
- Allan Reuss - chitarra
- Harry Goodman - contrabbasso
- Gene Krupa - batteria
- Boots Castle - voce (eccetto nel brano: Coquette)

Big Apple / You Can't Stop Me from Dreamin' / If I Had You / You Brought a New Kind of Love to Me

Teddy Wilson and His Orchestra
- Teddy Wilson - pianoforte
- Harry James - tromba
- Archie Rosati - clarinetto
- Vido Musso - sassofono tenore
- Allan Reuss - chitarra
- John Simmons - contrabbasso
- Cozy Cole - batteria
- Frances Hunt - voce (eccetto nel brano: You Can't Stop Me from Dreamin')

Ain't Misbehavin'

Teddy Wilson Quartet
- Teddy Wilson - pianoforte
- Harry James - tromba
- John Simmons - contrabbasso
- Red Norvo - xilofono[2]